# Elinor Armer
Elinor Armer (Oakland, Califòrnia, 6 d'octubre, 1939), és una pianista, educadora musical i compositora estatunidenca.

## Biografia
Elinor Armer va néixer a Oakland, Califòrnia, però als 2 mesos es va traslladar a Davis, Califòrnia, amb la seva família, on passaria la major part de la seva infància. El pare d'Armer treballava com a enginyer i treballava per al Departament d'Enginyeria Agrícola de la Universitat de Davis, cosa que va impulsar el trasllat de la família. El seu pare era enginyer acústic i solia instal·lar altaveus a la sala d'estar de la família, cosa que va exposar Elinor a l'acústica des de ben jove. Elinor va començar a llegir música a primera vista i a gaudir de l'harmonia a quatre veus gràcies als molts himnaris que es trobaven a casa dels Armer, a causa dels antecedents metodistes evangelistes del seu pare.
L'Armer prové d'una família d'artistes californians, el seu avi era artista comercial i la seva àvia era autora. La seva mare també era escriptora i cantava i tocava el piano. L'Elinor compartia el seu amor pel piano amb la seva mare; cantaven i tocaven juntes sovint durant tota la seva infància. L'Armer tenia vuit anys quan va començar a tocar el piano.
Tot i que la seva mare també tocava el piano, l'Elinor va aprendre a tocar gràcies a un veí, en Fritz Berens, que era professor de piano. Les seves primeres lliçons es van centrar en l'entrenament de l'oïda i el dictat. Aquestes primeres lliçons de música van fomentar el seu amor i la van influir perquè es convertís en compositora més tard a la vida. L'Armer diu que algunes de les principals influències de la seva vida inclouen la participació en una banda de ritme quan estava a l'escola bressol, la ràdio i els discos que els seus germans i pares posaven per casa.
Va estudiar música amb Darius Milhaud i Leon Kirchner per a composició i amb Alexander Libermann per a piano. Va estudiar al "Mills College", on va obtenir una llicenciatura en arts el 1961, a la Universitat de Califòrnia, Berkeley, de 1966 a 1968, i a la Universitat Estatal de Califòrnia, San Francisco, on va obtenir un màster en arts el 1972. Va ensenyar composició al Conservatori de Música de San Francisco des de 1975 fins a l'actualitat (està previst que es jubili aquest aviat) i ha actuat i donat conferències per tot Estats Units. Va ajudar a cofundar l'organització Composers, Inc. Els seus articles es conserven a la Biblioteca de Música de la UC Berkeley.

## Educació
El 1957, Elinor es va graduar a la "Davis High School". Tot i que llavors no ho sabia, Elinor finalment va ser inclosa al Saló de la Fama de la Davis Senior High School. Va anar a estudiar secundària al Mills College. Mentre era allà, va provar diverses especialitats abans de decidir especialitzar-se en composició musical. El seu professor de piano, Alexander Libermann, va tenir una gran influència en la seva dedicació al piano. Libermann va ser un professor molt popular durant la seva època i va impartir una sèrie de conferències sobre el piano: com practicar, tocar i ensenyar. Elinor es va graduar al Mills College el 1961. A partir d'aquí va continuar estudiant el seu màster a la UC Berkeley, tot i que va completar el seu postgrau en composició a la California State, San Francisco.

## Carrera
Elinor Armer ha viatjat per tot els Estats Units i també a l'estranger per actuar. Els seus estils musicals van des de l'orquestral fins al solista. La majoria de les composicions d'Elinor, incloent-hi Promptu i Etude Quasi Cadenza, han estat escrites per a la pianista Lois Maer. Elinor Armer gaudeix d'una reputació mundialment reconeguda pel seu treball en educació musical. Elinor està vinculada al Conservatori de Música de San Francisco, on va fundar el Departament de Composició el 1985. Juntament amb el Conservatori de Música, Elinor ensenya piano, composició, història de la música i teoria a estudiants des del seu estudi a casa, situat a Berkeley, Califòrnia.

## Premis i honors
- Premi Norman Fromm per a compositors
- Beques de la MacDowell Colony, el Charles Ives Center for American Music, la Chamber Music Conference/Composer's Forum of the East, Yaddo i la Djerassi Foundation
- Premi de composició de música nova de la Gerbode Foundation (1991)[7]

## Obres
- Armer ha produït una sèrie de fantasia en col·laboració en diverses parts amb l'autora Ursula K. Le Guin anomenada Uses of Music in Uttermost Parts, que ha estat enregistrada pel segell Koch International.[8]

Mentre assistia al Mills College, Elinor enregistrava i transcrivia les seves conferències amb el seu professor, Alexander Libermann. A la mort de Libermann, Elinor i un equip d'altres van consolidar aquestes conferències i van publicar un llibre conegut com a "A Comprehensive Approach to the Piano".

## Discografia
- Music of Darius Milhaud (2004) – CD d'àudio de Parallele Ensemble; Elinor Armer, Darius Milhaud, Nicole Paiement, Parallele Ensemble, et al., Kleos Classics
- Armer: Uses of Music in Uttermost Parts/Falletta (2 CDs) (1995) – CD d'àudio d'Elinor Armer, JoAnn Falletta, Women's Philharmonic, San Francisco Girl's Chorus, et al., Koch Int'l Classics
- Sonata per a violoncel i piano, Opus 11, Obres per a violoncel i piano (2000) – CD d'àudio de Paul Hindemith, Elinor Armer, Seymour Shifrin, Paul Turok, i altres, Music & Arts Progr